# British Rail 458 sorozat
A  British Rail 458 sorozat az angol vasutak egyik villamos motorvonata. Az Alstom Juniper motorvonat családjába tartozik. 1998 és 2000 között összesen 30 motorvonat épült. Fékezéskor képesek az energia-visszatáplálásra is.

## Története
A Desiróhoz hasonlóan a South West Trains követelménye volt a motorvonatok között átjárhatóság, amit az Alstom ilyen designnal tudott megoldani. Emellett ennek a modellnek a legszűkösebb a vezetőállása, amelyre sok mozdonyvezető panaszkodott, a rossz kilátással együtt. A megjelenés mellett a vonattal sok műszaki probléma is volt, és hogy tovább rontsa a helyzetet, a modell a kormány mozgáskorlátozottakra vonatkozó törvényének is kereszttüzébe került. Egy időben a teljes flotta visszavonásra került, majd végül a műszaki problémák megoldása, nagyobb kijelző felszerelése, és ajtónyitó gombok megfelelő magasságban való elhelyezése után visszaállították a forgalomba a London–Reading viszonylaton.